# Кадомцев, Анатолий Леонидович
Анатолий Леонидович Кадомцев (22 февраля 1920 года, Пенза — 26 апреля 1969 года, Ахтубинск) — советский военачальник, генерал-лейтенант авиации (13 апреля 1964 года), Заслуженный военный лётчик СССР (19.08.1965), командующий авиацией ПВО СССР (1966—1969).

## Биография
Родился в городе Пенза 25 февраля 1920 года.  Русский.  В 1937 году окончил среднюю школу. В 1939 году  окончил 2 курса Индустриального института в городе Куйбышеве.
В РККА с ноября 1940 года -слушатель Военно-воздушной академии им. профессора Н. Е. Жуковского. С июля 1941 года служит старшим техником авиационной эскадрильи 13-го запасного истребительного авиационного полка (г. Кузнецк, ПриВО), где принимает участие в формировании  273-го истребительного авиационного полка (с 22.11.1942 преобразован в 31-й гвардейский), в составе которого в сентябре 1941 года выезжает на Юго-Западный фронт и принимает участие в боевых действиях. За образцовое руководство и подготовку материальной части к боевым вылетам был представлен к ордену Ленина, но  награждён орденом Красной Звезды.  Член КПСС с 1942 года. Принимает участие в Сталинградской битве.  С мая 1943 года - инженер отдела эксплуатации управления 8-й воздушной армии, в составе  Южного, 1-го, 2-го и 4-го Украинского фронтов.
В  начале 1944 года инженер-капитан Кадомцев, устав от отказов в просьбах стать летчиком, самовольно взлетает на Як-7Б. Покружившись над аэродромом, пошел на посадку, однако забыл выпустить шасси, в результате чего самолет был существенно поврежден. За это Кадомцев был направлен в штрафной батальон, где воевал стрелком-радистом. За активное участие в боевых действиях с противником, мужество и самоотверженность, проявленные при этом, судимость была снята. Восстановлен в прежнем воинском звании, возвращен на ту же должность. Из воспоминаний маршала авиации Е. Я. Савицкого, дважды Героя СССР: «Познакомился я с Кадомцевым еще в годы войны. Случилось это во время Крымской операции в одном из аэродромов, где базировалась часть корпуса, которым я командовал. Однажды мне доложили, что один из офицеров инженерной службы самовольно поднял в воздух истребитель ЯК-7Б, а при посадке не справился с управлением и поломал машину. А если говорить прямо — разбил ее. Этим летчиком и был инженер-капитан Кадомцев. Его предали суду военного трибунала и, разжаловав, направили в штрафную роту. Причем говорили, что Кадомцев еще легко отделался: как-никак боевую машину гробанул. Меня эта история заинтересовала, и я решил выяснить причины, побудившие ни в чем не запятнанного до этого офицера решиться на такой бессмысленный и нелепый поступок. Мне рассказали, что Кадомцев хотя и был прекрасным инженером, отлично справлявшимся со своими служебными обязанностями, но давно мечтал стать летчиком и каждую свободную минуту упорно изучал теорию летного дела... А на другой день я возбудил перед членом Военного совета генералом Рытовым ходатайство с просьбой оставить Кадомцева у меня в корпусе в качестве стрелка-радиста».
В мае 1944 года — вновь назначен инженером отдела эксплуатации управления 8-й воздушной армии, в это же время овладел профессией летчика-истребителя,  и в январе 1946 года назначен на должность заместителя командира эскадрильи 112-го гвардейского истребительного авиационного полка 10-й гвардейской истребительной авиационной дивизии 8-й ВА. С сентября 1946 года назначен командиром эскадрильи, а затем помощником командира того же  полка по тактике воздушного боя и воздушной стрельбе, в составе 57-й ВА ПрикВО. С мая 1952 года — командир 425-го истребительного авиационного полка 108-й иад 76-й ВА ЛВО. В 1952 году заочно окончил командный факультет ВВИА им. Н. Е. Жуковского, позже и Военно-воздушную академию им. Гагарина, с отличием.
С марта 1954 года — командир 7-й истребительной авиационной дивизии ВВС ВМФ. Тихоокеанского флота (ТОФ). В 1955 году лично сбил американский бомбардировщик-разведчик, нарушивший воздушное пространство СССР, за что награжден орденом Красного Знамени. С мая 1955 года — помощник, а с января 1958 года заместитель командующего ВВС ТОФ по летной подготовке. На этой должности проявил незаурядные способности в воспитании и обучении летного состава и освоении им новой авиационной техники. С декабря 1960 года - заместитель командующего, а с июля 1966 года - командующий авиацией ПВО и член Военного Совета Войск ПВО СССР. В августе 1965 года ему одному из первых в стране было присвоено звание заслуженного военного лётчика СССР. Успешно решал сложные задачи по руководству авиацией ПВО страны,внес большой вклад в развитие современной авиации. Летал на всех типах самолетов. Оказал значительную помощь в организации ПВО Вьетнама во время войны против США, а также в ряде арабских стран во время боевых действий в 1960-х гг.
26 апреля 1969 года Анатолий Леонидович Кадомцев погиб при полёте на экспериментальном образце самолёта МИГ-25П в г. Ахтубинск (Владимировка) Астраханской области (пожар по причине отрыва лопатки турбины). Из наградного листа: «За мужество и самоотверженность, проявленные при исполнении служебных обязанностей, наградить генерал-лейтенанта Кадомцева Анатолия Леонидовича, орденом Красного Знамени (посмертно)». Похоронен на Новодевичьем кладбище.

## Семья
Сыновья,  офицеры Советской Армии:
- Кадомцев Анатолий Анатольевич (1949—2014),
- Кадомцев Владимир Анатольевич (1957—2012).

## Воинские звания
- генерал-майор авиации (18.02.1958).
- генерал-лейтенант авиации (13.04.1964).

## Награды
- три ордена Красного знамени (14.05.1956[2], 31.10.1967[2], 26.06.1969[2]);
- орден Отечественной войны II степени (05.06.1945)[3];
- три ордена Красной Звезды (06.11.1941[4], 22.05.1944[4], 26.10.1955[2],[5]);
- медали СССР и иностранных государств;
- именное оружие (1960 — командующим ВВС ТОФ, 1964 — Министром обороны СССР).